# Världsmästerskapen i artistisk gymnastik 2022
Världsmästerskapen i artistisk gymnastik 2022 arrangerades på M&S Bank Arena i Liverpool i Storbritannien mellan den 29 oktober och 6 november 2022. Storbritannien hade tidigare varit värd för VM 1993 (Birmingham), 2009 (London) och 2015 (Glasgow). På grund av Rysslands invasion av Ukraina var gymnaster från Ryssland och Belarus inte tillåtna att deltaga i mästerskapet.

## Medaljörer
Namnen i kursiv stil är lagens reserver.
| Gren                 | Guld                                                                           | Silver | Brons                                                                                             |
| Herrar               |                                                                                | |                                                                                                   |
| Lagmångkamp          | Kina Sun Wei Yang Jiaxing You Hao Zhang Boheng Zou Jingyuan Su Weide           | Japan Ryosuke Doi Daiki Hashimoto Yuya Kamoto Kakeru Tanigawa Wataru Tanigawa Kazuma Kaya                                 | Storbritannien Joe Fraser James Hall Jake Jarman Giarnni Regini-Moran Courtney Tulloch Adam Tobin |
| Individuell mångkamp | Daiki Hashimoto                                                                | Zhang Boheng | Wataru Tanigawa                                                                                   |
| Fristående           | Giarnni Regini-Moran                                                           | Daiki Hashimoto | Ryosuke Doi                                                                                       |
| Bygelhäst            | Rhys McClenaghan                                                               | Ahmad Abu al Soud | Harutyun Merdinyan                                                                                |
| Ringar               | Adem Asil                                                                      | Zou Jingyuan | Courtney Tulloch                                                                                  |
| Hopp                 | Artur Davtyan                                                                  | Carlos Yulo | Ihor Radivilov                                                                                    |
| Barr                 | Zou Jingyuan                                                                   | Lukas Dauser | Carlos Yulo                                                                                       |
| Räck                 | Brody Malone                                                                   | Daiki Hashimoto | Arthur Mariano                                                                                    |
| Damer                |                                                                                | |                                                                                                   |
| Lagmångkamp          | USA Skye Blakely Jade Carey Jordan Chiles Shilese Jones Leanne Wong Lexi Zeiss | Storbritannien Ondine Achampong Georgia-Mae Fenton Jennifer Gadirova Jessica Gadirova Alice Kinsella Poppy-Grace Stickler | Kanada Ellie Black Laurie Denommée Denelle Pedrick Emma Spence Sydney Turner Shallon Olsen        |
| Individuell mångkamp | Rebeca Andrade                                                                 | Shilese Jones | Jessica Gadirova                                                                                  |
| Hopp                 | Jade Carey                                                                     | Jordan Chiles | Coline Devillard                                                                                  |
| Barr                 | Wei Xiaoyuan                                                                   | Shilese Jones | Nina Derwael                                                                                      |
| Bom                  | Hazuki Watanabe                                                                | Ellie Black | Shoko Miyata                                                                                      |
| Fristående           | Jessica Gadirova                                                               | Jordan Chiles | Rebeca Andrade Jade Carey                                                                         |

## Medaljtabell
*   Värdland ( Storbritannien)
| Nr                   | Nation               | Guld | Silver | Brons | Totalt |
| -------------------- | -------------------- | ---- | ------ | ----- | ------ |
| 1                    | USA                  | 3    | 4      | 1     | 8      |
| 2                    | Kina                 | 3    | 2      | 0     | 5      |
| 3                    | Japan                | 2    | 3      | 3     | 8      |
| 4                    | Storbritannien*      | 2    | 1      | 3     | 6      |
| 5                    | Brasilien            | 1    | 0      | 2     | 3      |
| 6                    | Armenien             | 1    | 0      | 1     | 2      |
| 7                    | Irland               | 1    | 0      | 0     | 1      |
| 7                    | Turkiet              | 1    | 0      | 0     | 1      |
| 9                    | Filippinerna         | 0    | 1      | 1     | 2      |
| 9                    | Kanada               | 0    | 1      | 1     | 2      |
| 11                   | Jordanien            | 0    | 1      | 0     | 1      |
| 11                   | Tyskland             | 0    | 1      | 0     | 1      |
| 13                   | Belgien              | 0    | 0      | 1     | 1      |
| 13                   | Frankrike            | 0    | 0      | 1     | 1      |
| 13                   | Ukraina              | 0    | 0      | 1     | 1      |
| Totalt (15 nationer) | Totalt (15 nationer) | 14   | 14     | 15    | 43     |